# Doryphoribius bertolanii
Doryphoribius bertolanii är en djurart som tillhör fylumet trögkrypare, och som beskrevs av Clark Beasley och Giovanni Pilato 1987. Doryphoribius bertolanii ingår i släktet Doryphoribius och familjen Hypsibiidae. Inga underarter finns listade i Catalogue of Life.